# تجفيف بالرذاذ

جهاز تجفيف بالرذاذ في المعامل.
A=محلول أو سائل معلق ليتم تجفيفه، B=جاري الانحلال الغازي، 1= جاري تجفيف الغاز، 2= تسخين تجفيف الغاز، 3= رش المحلول أو السائل المعلق، 4= غرفة التجفيف، 5= الجزء الموجود بين غرفة التجفيف والإعصار الحلزوني، 7= إبعاد الغاز الجاري تجفيفه، 8= حاوية التجفيف للمنتج، الأسهم تعني أنه عبارة عن رذاذ مجفف معملي متزامن.

التجفيف بالرذاذ هو طريقة لإنتاج مسحوق جاف من سائل أو طين عن طريق التجفيف السريع باستخدام الغاز الساخن. وتعتبر هذه هي الطريقة المفضلة لتجفيف الكثير من المواد الحساسة للحرارة مثل الأطعمة والصناعات الدوائية. ويعتبر توزيع حجم جزئ ثابت سببًا لوجود التجفيف بالرذاذ لبعض الصناعات مثل المواد الحفازة. ويعتبر الهواء هو وسيط التجفيف المسخن؛ ومع ذلك فإذا كان السائل عبارة عن محلول قابل للاشتعال مثل الإيثانول أو أن المنتج حساس للأكسجين، فسيتم استخدام النيتروجين.
والجدير بالذكر أن جميع أجهزة التجفيف بالرذاذ تستخدم نوعًا من بخاخ الرذاذ أوخرطوم للرش لتوزيع السائل أو المعجون في رشاش يتم فيه التحكم في حجم النقطة. والنوع الأكثر شيوعًا بين هذه هو الأقراص الدائرية والخراطيم الحلزونية أحادية السائل ذات الضغط العالي. كبديل، يتم في بعض التطبيقات استخدام سائلين أو خرطوم فوق صوتي. واعتمادًا على احتياجات العملية، يمكن الوصول إلى حجم نقاط من 10 إلى 500 باستخدام الاختيارات المناسبة. وتعد القياسات من 100 إلى 200 ميكرومتر كنطاق للقطر هي التطبيقات الأكثر شيوعًا، وعادة يكون المسحوق الجاف حر التدفق.
يطلق على أنواع المجففات بالرذاذ الأكثر شيوعًا أنها ذات تأثير فردي حيث يكون هناك هواء مجفف واحد فقط أعلى غرفة التجفيف (انظر رقم 4 من النظام). وفي معظم الحالات، يتم دفق الهواء بشكل متزامن مع السائل الذي يتم ضخه بالرذاذ، والمسحوق الذي يتم الحصول عليه من هذا النوع من المجففات يكون دقيقًا مع الكثير من الأتربة وضعف القابلية للتدفق. ولتخفيض الأتربة وزيادة قابلية المسحوق للتدفق، تم منذ أكثر من 20 عامًا اكتشاف جيل جديد من المجففات بالرذاذ يطلق عليها مجففات الرذاذ متعددة التأثير. فبدلاً من تجفيف السائل على مرحلة واحدة، يتم التجفيف على خطوتين: واحدة بأعلى الغرفة (مثل التأثير الفردي) والأخرى أو طبقة ثابتة مدمجة في أسفل الغرفة. كما يسمح دمج هذه القاعدة المسيلة، عن طريق دفق المسحوق داخل المناخ الرطب، بتكتل الجزيئات الدقيقة والحصول على حبيبات لها حجم جزيئي وسيط داخل نطاق يقع بين 100 إلى 300. وبسبب حجم الجزيء الكبير هذا، تعتبر هذه المساحيق حرة التدفق.
ويمكن إعادة تدوير المساحيق الدقيقة التي تم الحصول عليها في المرحلة الأولى من التجفيف بواسطة التدفق المستمر إما عند أعلى الغرفة (حول السائل المرشوش) أو عند أسفل الغرفة داخل الطبقة المسيلة المدمجة.
ويمكن إنهاء عملية تجفيف المسحوق على طبقة مسيلة خارجية مهتزة.
كما يمكن تمرير الغاز المجفف الساخن كتدفق متزامن أو عكسي في اتجاه الرذاذ. ويعمل التدفق المتزامن على تمكين الجزيئات من الحصول على وقت تسكين أقل عبر النظام وليعمل فاصل الجزيئات (عادة جهاز إعصار) بشكل أكثر فاعلية، أما طريقة التدفق المتزامن العكسي فتعمل على تمكين وقت تسكين أكبر للجزيئات في الغرفة وعادة يكون مقترنًا بنظام طبقة مسيلة.
وتتضمن بدائل المجففات بالرذاذ:
1. جهاز التجفيف بالتجميد: وهي عملية مرحلية أكثر تكلفةً للمنتجات التي تتدهور خصائصها باستخدام التجفيف بالرذاذ، كما يكون المنتج الجاف ليس حر التدفق.

أما عملية #التجفيف بالأسطوانات: فهي عملية مستمرة أقل في التكلفة للمنتجات ذات القيمة الأقل؛ وتعمل على إنتاج رقائق بدلاً من إنتاج مسحوق حر التدفق.
1. مجفف الحرق بالنبضات: وهي عملية مستمرة غير مكلفة يمكنها التعامل مع المواد الأكثر لزوجة والأجسام الصلبة أكثر من المجفف بالرذاذ، وفي بعض الأحيان توفر مسحوقًا بجودة التجفيف بالتجميد يتميز بالتدفق الحر.

## قائمة المصادر
- Charles Onwulata (2005). Encapsulated and powdered foods. CRC Press. ص. 268. ISBN:0-8247-5327-5. مؤرشف من الأصل في 2016-10-21.

## كتابات أخرى
- Keey, R.B., (1992). Drying of Loose and Particulate Materials 1st ed., Taylor & Francis, ISBN 0-89116-878-8
- Nutritional evaluation of food processing second edition (1975), Robert S. Harris, Ph.D. and Endel Karmas Ph.D. (eds)
- Cook, E.M, and DuMont, H.D. (1991) Process Drying Practice, McGraw-Hill, Inc., ISBN 0-07-012462-0

## وصلات خارجية
- Animation of standard Spray Drying Concept نسخة محفوظة 2 يونيو 2013 على موقع واي باك مشين.
- Spray Drying trainings paper